# ジョンブル (競走馬)
ジョンブル（John Bull、1789年 - 1812年）は、18世紀後半のイギリスの競走馬。第13回ダービーステークスの勝利馬である。馬名はイギリスを擬人化した男性像のこと（ジョン・ブル）。

## 概要
1789年に初代グローヴナー伯爵リチャード・グローヴナーによって生産された。父はフォーティチュード（Fortitude。その父ヘロド〈Herod〉）、母はクサンティッペ（Xantippe。その父エクリプス〈Eclipse〉）、性別は牡、毛色は栗毛であった。生誕地は当時グローヴナー伯爵の生産拠点があったオックスクロフトファーム（ケンブリッジシャー）である。競走馬としてもグローヴナー伯爵のもとで走り、調教はジョン・プラットという人物が行った。
競走成績の詳細は不明だが、1792年5月24日に行われた第13回ダービーステークスの勝利馬として名前が残る。13号族の優勝は初。このとき名手フランク・バックルが騎乗し、4対6の賭け率であった。出走馬が7頭と少なく、賞金は834ポンド15シリングと、ダービー史上もっとも安かった。なお、2着はスペキュレーター (Speculator) 、3着はバスタード (Bustard) という馬であった。
その後はグローヴナー伯爵のもとで種牡馬となり、アードロサン (Ardrossan) 、シーザリオ (Cesario) など35頭以上の産駒を残したという。1812年に23歳で死亡した。